# Logenhaus Gotha

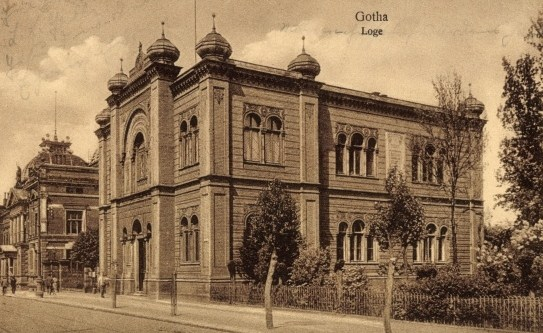
Logenhaus Gotha vor der Zerstörung

Das Logenhaus Gotha war das Haus der Gothaer Freimaurerloge "Ernst zum Compaß". Es wurde 1881 am heutigen Ekhofplatz 3 in Gotha erbaut und 1937 zerstört. 

## Geschichte
Die Bewegung der Freimaurer bestand im Herzogtum Sachsen-Gotha-Altenburg seit den 1740er Jahren. 1806 wurde die Loge Ernst zum Compaß gegründet. Sie gehörte zur Großen National-Mutterloge „Zu den drei Weltkugeln“ in Berlin. 
Zum 75-jährigen Jubiläum der Gesellschaft initiierte und förderte Herzog Ernst II. von Sachsen-Coburg und Gotha den Bau des neuen Logenhauses. Es entstand am damaligen Karolinenplatz und wurde bereits am 3. September 1882 feierlich eingeweiht. Das Haus gehörte zu den frühesten Freimaurerbauten im orientalischen Stil, der später vor allem bei den Bauten der gleichzeitig in New York gegründeten Shriners verwendet wurde (Tripoli Shrine Temple (Milwaukee) u. a.). 
1934 wurde die Loge durch die Nationalsozialisten geschlossen und das Logengebäude 1937 abgerissen. An seiner Stelle wurde ein Filmtheater errichtet, das nach der Zerstörung des Gothaer Stadttheaters 1945 zu Beginn der 1950er Jahre zum Kulturhaus umgebaut wurde.